# توروو، استان مسوین
توروو، استان مسوین (به لاتین: Turów, Masovian Voivodeship) یک منطقهٔ مسکونی در لهستان است که در Gmina Wołomin واقع شده‌است.